# 契約の自由
契約の自由（けいやくのじゆう、英: freedom of contract）とは当事者の自由な選択の結果であるかぎり裁判所などが契約に介入するべきではないという理念のこと。契約の自由は財産権などとともに経済的自由に分類される。
現代の契約法理は18世紀から19世紀にかけてのレッセフェールの考え方に基づいているが、その根幹を成す契約自由原則は、民法の原則中最も重要な原理でありながら元々は中世カトリック神学の産物であり、創造神無謬性を論証するためトマス・アクィナスらによって生み出されたものである。すなわち、創造神が真に全知全能であるなら、被創造物たる人間が罪を犯すときは間接的に創造神も罪を犯すことになってしまう。そこで、自ら罪を犯す自由は人間に留保されているとして神との切断を図り、個人の自由意思を強調したものがやがて世俗的な契約法理に取り込まれたのだという（これに対し、ギリシャ神話では神に操られて罪を犯す場合も認めることがある）。憲法上は、日本国憲法では個人の尊厳（13条）と財産権（29条）、ドイツ連邦共和国基本法では人間の尊厳（1条）、人格権（2条）、所有権（14条）が根拠となる。
コモン・ローでは契約の自由が強く支持されており、法律が暗黙のうちに契約を縛ることが少ないのに対して、大陸法では法律が契約に制限を課すことが相対的に多い。コモン・ローでも消費者保護のための制限などは法律によって契約に課されうる。ヨーロッパ連合は各種指令を通じて弱者保護のための契約の無効化などを定めており、域内の各国では契約の自由を限定するパターナリズム的傾向が強まりつつある。

## 構成要素
日本の民法では
1. 契約を締結するかしないかの自由
2. 契約相手を選択する自由
3. 契約の内容決定の自由
4. 契約の方式の自由

があると解されている。